# Tamopsis tweedensis
Tamopsis tweedensis är en spindelart som beskrevs av Baehr 1987. Tamopsis tweedensis ingår i släktet Tamopsis och familjen Hersiliidae. Inga underarter finns listade i Catalogue of Life.